# Pelé: legenda je rođena (2016.)
Pelé: legenda je rođena, američki biografski film iz 2016. godine. 

## Sažetak
U filmu se govori o legendarnom brazilskom nogometašu Peléu u mlađim godinama, prije nego što je postao nacionalnim junakom, dok je tek bio mladić s ulica favela u Sao Paolu koji si nije mogao nabaviti ni pravu loptu, zatim meteorski uspon i sve do svjetskog nogometnog prvenstva u Švedskoj gdje se 17-godišnji Pelé proslavio.